# Françoise Arnoul

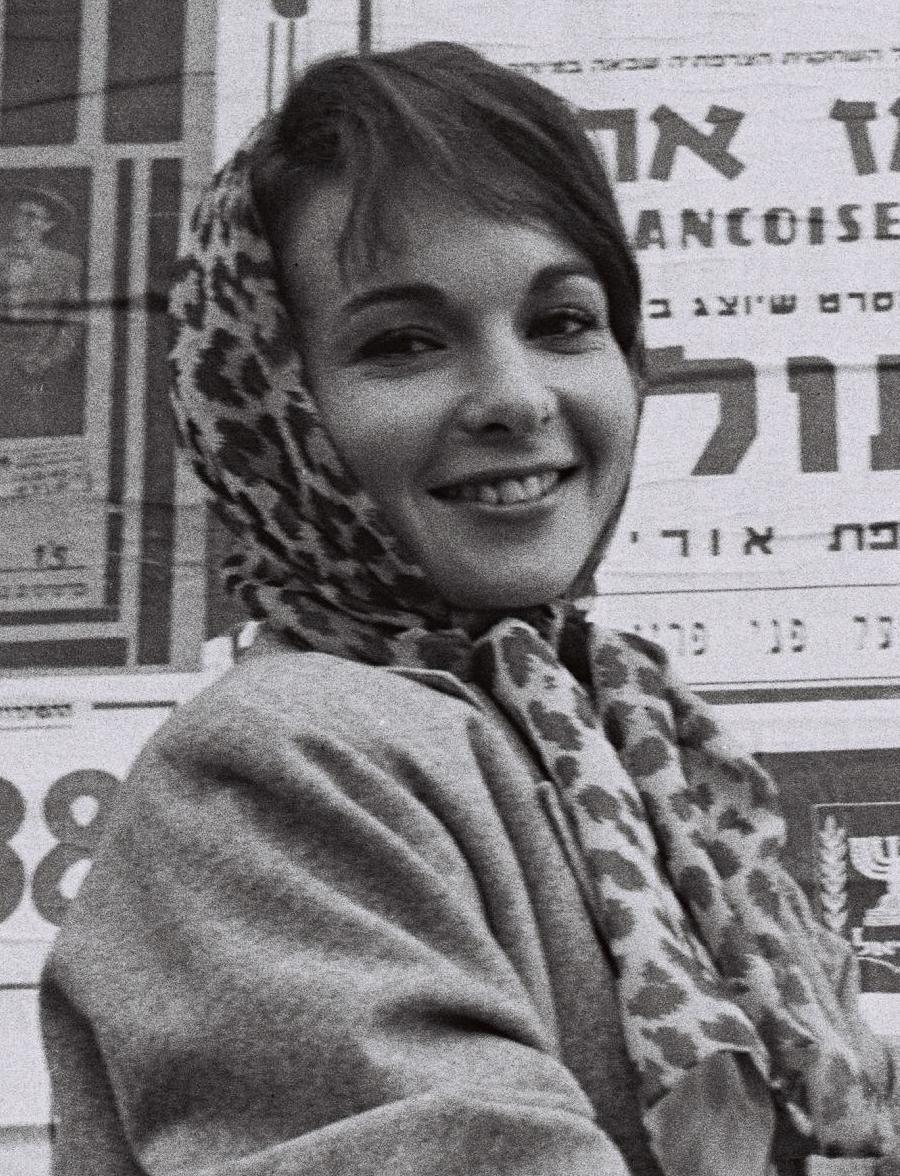
Françoise Arnoul în 1958

Françoise Annette Marie Mathilde Gautsch, mai cunoscută Françoise Arnoul (n. 9 iunie 1931, Constantina, Franța – d. 20 iulie 2021, Paris, Métropole du Grand Paris, Franța) a fost o actriță de televiziune și film franceză.
Anii 1950 aveau să fie perioada ei de glorie, când a ajuns o adevărată vedetă în Franța și unde a participat la filme importante, printre care French Cancan, de Jean Renoir, în 1955.

## Biografie
Născută în Constantina, Algeria franceză[2], ca fiică a actriței de scenă Janine Henry și a generalului de artilerie Charles Gautsch, ea a avut doi frați. În timp ce tatăl ei a continuat serviciul militar în Maroc, restul familiei s-a mutat la Paris, Franța, în 1945.
După ce a învățat teatru la Paris, a fost remarcată de regizorul Willy Rozier⁠(d), care i-a oferit un rol major în filmul Epava (1949).
Arnoul a jucat în filme precum Fructul Interzis al lui Henri Verneuil (1952), French Cancan (1954) al lui Jean Renoir, Oameni fără importanță (1956) cu Jean Gabin, Pisica (1958) al lui Henri Decoin, Le Chemin des écoliers (1959) cu Bourvil.
Mai târziu, ea și-a extins activitatea și în televiziune, apărând în diferite filme și mini-seriale TV. A publicat autobiografia intitulată Animal doué de bonheur în 1995.
Arnoul a decedat pe 20 iulie 2021 la Paris, la vârsta de 90 de ani.

## Filmografie selectivă
- 1949 Epava (L'Épave), regia Willy Rozier : Perrucha
- 1951 Casa Bonnadieu (La Maison Bonnadieu), regia Carlo Rim : Louisette
- 1952 Le Désir et l'Amour (Le Désir et l'Amour), regia Henri Decoin : Françoise, o script-girl
- 1952 Fructul Interzis (Le Fruit défendu), regia Henri Verneuil : Martine Englebert, antrenoarea
- 1953 Amanții din Toledo (Les Amants de Tolède), regia Henri Decoin : Sancha
- 1954 Oaia cu cinci picioare (Le Mouton à cinq pattes), regia Henri Verneuil : Marianne Durand-Perrin
- 1955 French Cancan, regia Jean Renoir : Nini, spălătoreasă și dansatoare
- 1955 Amanții de pe fluviul Tage (Les Amants du Tage), regia Henri Verneuil : Kathleen Dinver
- 1956 Oameni fără importanță (Des gens sans importance), regia Henri Verneuil : Clotilde Brachet
- 1957 Nu se știe niciodată... (Sait-on jamais…), regia Roger Vadim : Sophie
- 1958 Pisica (La Chatte), regia Henri Decoin : Suzanne Ménessier alias „Cora”
- 1958 Thérèse Étienne de Denys de La Patellière : Thérèse Étienne Muller
- 1959 Le Chemin des écoliers, regia Michel Boisrond : Yvette
- 1959 Animal la pândă (La Bête à l'affût), regia Pierre Chenal : Élisabeth Vermont
- 1960 Pisica își scoate ghiarele (La Chatte sort ses griffes), regia Henri Decoin : Cora Ménessier alias „Pisica”
- 1962 Pariziencele (Les Parisiennes), sketch-ul Françoise de Claude Barma : Françoise
- 1962 Dracul și cele 10 porunci (Le Diable et les Dix Commandements), sketch Al doilea episod de Julien Duvivier : Françoise Beaufort
- 1963 Vacanțe portugheze (Vacances portugaises ou Les Égarements) de Pierre Kast : Mathilde
- 1964 Cu cuțitele scoase (À couteaux tirés), regia Charles Gérard : Lucie Antonini
- 1965 Compartimentul ucigașilor (Compartiment tueurs), regia Costa-Gavras : o elevă la școala veterinară (nemenționat)
- 1966 Congresul se amuză (Der Kongreß amüsiert sich), regia Géza von Radványi : contesa Kopinskaia
- 1967 Duminica vieții (Le Dimanche de la vie), regia Jean Herman : Chantal Brélugat
- 1984 Ronde de nuit de Jean-Claude Missiaen : Diane Castelain
- 2000 Merci pour le geste de Claude Faraldo : Élisabeth
- 2012 Beau Rivage de Julien Donada : Marie-Hélène
- 2016 Le Cancre de Paul Vecchiali : Mimi